# Fifty
Fifty – nigeryjski melodramat filmowy z 2015 roku w reżyserii Biyiego Bandele. 

## Opis fabuły
Akcja rozgrywa się wśród zamożnych mieszkańców Lagos, należących do wyższej klasy średniej. Głównymi bohaterkami są cztery przyjaciółki w średnim wieku, które w tym samym czasie przeżywają poważne życiowe zawirowania. 

## Obsada
- Ireti Doyle jako Elizabeth
- Dakore Akande jako Tola
- Omoni Oboli jako Maria
- Nse Ikpe-Etim jako Kate

## Dystrybucja
Światowa premiera filmu miała miejsce 17 października 2015 roku podczas Festiwalu Filmowego w Londynie. 13 grudnia 2015 roku odbyła się uroczysta premiera w Lagos, zaś 18 grudnia 2015 wszedł do nigeryjskich kin. W Europie był udostępniany głównie w obiegu festiwalowym oraz na VOD. 